# Монте Сакро
Mons Sacer или „Свещена планина“ е название през древността на хълм на север от град Рим. Височината му е 60 м над морското равнище. Планината е наричана Свещена, понеже е посветена на Юпитер.
Намира се вдясно от Аниене (лат.: Anio), недалече от вливането ѝ в Тибър и Виа Номентана пред Порта Номентана. През древността планината се намирала на 3 римски мили от града, днес е в града. Кварталът Monte Sacro се намира на източния бряг на Тибър и напомня за историческата планина.
Планината е известна с т. нар. сецесии (протести) на плебеите, обикновеният народ, през 494 пр.н.е. Плебеите тогава напускат Рим и се настаняват на планината, за да получат повече политически права от патрициите.
Консулът Агрипа Менений Ланат успява да ги убеди да се върнат отново в града с разказване на притча. Голяма част от исканията им се изпълняват чрез закона Lex Sacrata.
Плебеите успяват чрез протестта си да въведат службата народен трибун.